# Баграт I
Баграт I (умер в 893, Абхазское царство) — царь Абхазии в 861—873 и 887—893 годах.

## Биография
Баграт I, сын царя Дмитрия II и брат Тинена, потерял трон после узурпации власти Иоанном Шавлиани. Долгое время жил при дворе византийских императоров, в 887 году вернулся в Абхазию, казнил царя Адарнасэ (сына Иоанна) и вернул себе трон. Как и его предки, титуловался «царь абхазов».
Баграт I был женат на дочери царя Тао-Кларджети Гуарама из династии Багратионов. Сыном от этого брака был Константин III, унаследовавший после смерти отца престол Абхазского царства.